# Hafe Vilitama
Hafe Vilitama, né vers 1929 et mort le 28 septembre 2019 à Alofi, est un homme politique niuéen.

## Biographie
Enseignant, il devient à terme proviseur de l'école primaire du village de Lakepa. En 1978, il est le premier autochtone niuéen à devenir directeur de la fonction publique du ministère de l'Éducation, fonction qu'il occupe jusqu'à sa retraite en 1985. Dans le même temps, il est le diacre de l'église du village de Mutalau, qui relève de l'Église chrétienne congrégationaliste de Niue.
Il est élu député sans étiquette de Mutalau au Fono Ekepule, le parlement de Niué, aux élections législatives de 1987, et est réélu en 1990, en 1993 et en 1996. Il est battu dans sa circonscription par Bill Vakaafi Motufoou aux élections de 1999. Son fils Don Vilitama et sa petite-fille Maureen Melekitama sont députés à leurs tours après lui.
Fait membre de l'ordre du Mérite de Nouvelle-Zélande en 2013, il meurt à l'hôpital d'Alofi en 2019, à l'âge de 90 ans.